# Jaune de méthyle
Le jaune de méthyle, 4-diméthylaminoazobenzène ou paradiméthylaminoazobenzène ou Solvent Yellow 2 est un composé aromatique dérivé de l'azobenzène. Il change de couleur en fonction de l'acidité de la solution, c'est donc un indicateur de pH :
| Couleurs du jaune de méthyle | forme acide rouge | zone de virage pH 2.9 à pH 4.0 | forme basique jaune |

C'est un cancérogène possible .
Sous le nom de « jaune beurre », il a été utilisé comme additif alimentaire avant que sa toxicité n'ait été reconnue.